# Mycoplasma genitalium
Mycoplasma genitalium — паразитична бактерія, що живе в статевих і дихальних трактах приматів. Вона має особливий інтерес для біологів, тому що ще недавно вважалася організмом з найменшим відомим розміром геному. Менший геном мають віруси, але вони не є незалежними організмами, архея Nanoarchaeum, знайдена 2002 року, та, можливо, нанобактерії, але їх існування все ще викликає сумнів (станом на 2006 рік). Геном Mycoplasma genitalium складається з 74 фрагментів EcoRI і має повний розмір 580 kbp (тисяч пар основ). Секвенсування геному розпочалося встановленням послідовності випадкових генів Петерсоном (Peterson) в 1993 та було завершено у 1995 році (Fraser, Science 270:397-403, 1995).
Mycoplasma genitalium була вперше ізольована зі зразка уретри пацієнтів на негонорейний уретрит. Її можна виявити на клітинах війчастого епітелію сечостатевого і дихального трактів.

## Генетичні дослідження

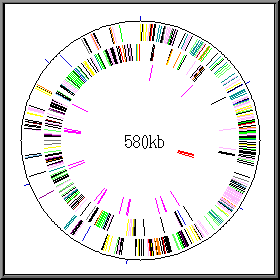
Генетична карта Mycoplasma genitalium

Геном M. genitalium складається з 74 фрагментів EcoRI і має повний розмір 582970 пар основ. Секвенування геному почалося встановленням послідовності випадкових генів Петерсоном (Peterson) в 1993 році і було завершено в 1995 році.
24 січня 2008 року група учених з інституту Крейга Вентера (J. Craig Venter Institute, США) повідомила про те, що вони повністю синтезували молекулу ДНК M. genitalium. Це перше повідомлення про повну штучну збірку ДНК, раніше вченій вдавалося синтезувати ДНК лише з готових фрагментів. Найбільшим штучно зібраним фрагментом до цього була ділянка з 32 тисяч пар основ, тоді як ДНК M. genitalium становить 582 970 пар основ. У штучний геном було свідомо вставлено декілька маркерів, що відрізняють рукотворну ДНК від справжньої. Також була заблокована ділянка, що відповідає за патогенність бактерії.